# Notger de Liège
Pour les articles homonymes, voir Notker.
Notger ou Notker, né vers 940 en Souabe et mort le 10 avril 1008 à Liège, est un ecclésiastique, homme d'État et diplomate du Saint-Empire Germanique qui, nommé évêque de Liège par l'empereur Otton I en 972, devient le premier prince-évêque de la Principauté de Liège en 980. 
Fortement lié à la dynastie ottonienne et contemporain de quatre de ses empereurs successifs, il occupe plus particulièrement un rôle de conseiller auprès de l'impératrice Théophano lorsqu'elle assure la régence de l'Empire.

## Origines
On connait peu de choses des premières années de Notger sinon qu'il est originaire du duché d'Alémanie ou de Souabe où il est né vers 940. D'après les Annales de Hildersheim (de), Notger serait un bénédictin formé à l'abbaye de Saint-Gall, située en Suisse alémanique, un élément longtemps controversé qui semble désormais digne de foi, notamment dans la mesure où les informations de l'ouvrage, rédigé dans un milieu proche de l'Église impériale et de la Hofkapelle (« Chapelle impériale »), s'avèrent généralement exactes. 
Saint-Gall est alors un centre intellectuel et spirituel de premier plan où sont enseignées les Écritures et la doctrine sacrée au côté des sept arts libéraux et de la géographie à des personnalités comme le futur évêque Thierry de Metz ou Notker le Physicien, futur médecin de l'empereur Otton Ier.  
Une source locale mentionne la présence d'un Notkerus vers 960 au sein « d'un groupe de plus jeunes [moines] qui nourrissent les pères » de l'abbaye et les Annales de Hildesheim rapportent que Notger a occupé l'importante charge de « prévôt » ou prieur claustral, c'est-à-dire d'auxiliaire principal de l'abbé.  
Il est vraisemblable que Notger, remarqué pour ses qualités, ait ensuite gagné l'école cathédrale de l'archevêque Brunon de Cologne, frère de l'Empereur, puis intégré la Hofkapelle qui était alors un centre formant à la fois les élites administratives et épiscopales du jeune Empire, un parcours qui ne dénote pas dans la carrière d'un dignitaire ecclésiastique de l'époque.   
À la suite de la mort de l'évêque de Liège Éracle en 971, c'est Notger qui est choisi par Otton Ier pour lui succéder à la tête de ce diocèse au poids stratégique alors considérable. Les motivations de la décision d'y nommer une personnalité étrangère à la région ne sont pas clairement établies, constituant peut-être une récompense pour services rendus à l'empereur.  
C'est à Bonn que Notger est consacré évêque de Liège par l'archevêque de Cologne Géron, le 14 avril 972, le jour même de l'union en Italie entre le prince héritier Otton II et la princesse byzantine Théophano dont Notger deviendra par la suite l'un des proches collaborateurs. Dès le mois de septembre de la même année, l'évêque fraîchement intronisé participe en compagnie de son archevêque-métropolitain Géron au synode convoqué par Otton Ier à Ingelheim en présence de nombreux prélats de l'Empire.

## Évêque de Liège
Le diocèse de Liège fait alors partie du duché de Basse-Lotharingie. Cette région du Saint-Empire est menacée par les visées expansionnistes du royaume de Francie occidentale et par les récurrentes révoltes de l'aristocratie lotharingienne. Notger est chargé d'y faire respecter l'ordre impérial.
En 980, il reçoit d'Otton II un privilège d'immunité générale, « qui fait de l'évêque, sous l'autorité directe du roi, le seul et unique maître de ses terres et de ses possessions : aucun fonctionnaire royal — en d'autres termes aucun comte — n'a le droit de pénétrer dans ces terres “immunisées” pour y exercer la justice, percevoir des impôts ou lever des troupes ».
L'empereur Otton II meurt en 983, son épouse l'impératrice Théophano Skleraina assure la régence pour son fils Otton III. Le roi de Francie occidentale, Lothaire, souhaite en profiter pour faire main basse sur la Lotharingie, dont Liège fait partie.
Afin de prémunir ces visées expansionnistes, l'impératrice est soucieuse de s'assurer de la fidélité de l'évêque Notger. Elle demande au comte de Huy, Ansfrid, de renoncer à sa seigneurie, qu'elle concède ensuite à l'évêché le 7 juillet 985. L'évêque de Liège portera désormais le titre de comte, ce qui constitue une première dans l'histoire du Saint-Empire. Cet évènement constitue l'acte fondateur de l'État liégeois.
Notger songe à transférer le siège du diocèse de Liège à Huy, qu'il considère comme plus facile à défendre. Il renonce à cette idée en 987.
Cette année, son diocèse reçoit un second comté, le Brunengeruz, et acquiert l'abbaye de Gembloux. Il acquiert l'abbaye Saint-Gérard de Brogne en 992.
Lorsqu'il ne doit pas s'occuper de grandes tâches politiques ou militaires, Notger se réfugie à Saint-Jean, où il a fait bâtir une maison dans laquelle il partage son temps entre les prières et la lecture, ses activités premières.

## Conseiller des ottoniens
Les fonctions de Notger ne s'arrêtent pas à Liège et se développent particulièrement lors de la régence de Théophano.  
En 987, la mort soudaine du roi de Francie occidentale Louis V engendre un conflit de succession entre Charles de Basse-Lotharingie et Hugues Capet. L'archevêque de Reims Aldabéron, partisan d'Hugues Capet, avertit l'impératrice Théophano de l'intention des comtes Eudes de Blois et Herbert de Troyes, partisans de Charles de Basse-Lotharingie, de réaliser un raid militaire depuis le château lotharingien de Chèvremont, près de Liège, en vue de la faire prisonnière. Notger participe avec l'impératrice à la prise de la forteresse. Cette dernière, ayant régulièrement servi de lieu de révolte de l’aristocratie lotharingienne contre l'autorité du Saint-Empire, est alors démolie.
Notger est fortement lié à la dynastie ottonienne, Otton II comme Otton III n'ont pas manqué de profiter de son dévouement pour, par trois fois, l'emmener en Italie : la première fois pour assurer le couronnement de l'enfant en 983, la seconde fois en vue de soutenir le pape Jean XV contre un sénateur en 989, et une dernière fois en 996 afin de vaincre des citoyens crémonais remettant en cause la légitimité de l'empereur. Il soumet toute l'Italie en seize ans. 

## L'œuvre de Notger à Liège

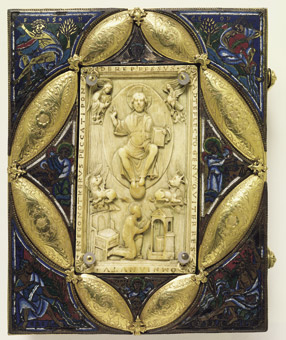
Evangéliaire de Notger; l'ivoire représentant Notger est du Xe siècle, les émaux ont été ajoutés au XIIe siècle. Musée Grand Curtius

Riche et puissant, l'évêque est alors en mesure de se lancer dans une politique de grands travaux. La cité de Liège se transforme en chantier et devient rapidement une ville digne du comte-évêque qui la dirige. Il développe le tissu urbain de la ville, ses fortifications, le commerce et l'enseignement. Sous son règne, la ville de Liège est parfois appelée « l'Athènes du Nord ».
Liège devient au Xe siècle, la capitale d'une puissante principauté épiscopale, grâce à l'action des évêques Éracle, Notger et Wazon. Ses écoles sont célèbres jusqu'au XIIe siècle. Sept collégiales s'élèvent alors dans la ville (Saint-Pierre, Sainte-Croix, Saint-Paul, Saint-Jean, Saint-Denis, Saint-Martin, Saint-Barthélemy) en plus de la cathédrale où est enterré saint Lambert. Deux abbayes bénédictines s'y ajoutent : Saint-Jacques et Saint-Laurent. Tous ces bâtiments religieux forment comme une couronne d'églises autour de la cathédrale, épicentre religieux et politique du diocèse, cœur de la cité de saint Lambert.
Notger entoure Liège d'une solide muraille et fait construire un nouveau palais épiscopal, symbole de sa puissance religieuse et politique.

## Décès
Notger meurt le 10 avril 1008. Il est enterré, conformément à ses volontés, dans la collégiale Saint-Jean l'Evangéliste de Liège.

## Hommages
- Statue de Notger située à côté de l'Église Saint-Remacle-au-Pont de Liège dans le quartier d'Amercœur

Il y a un proverbe liégeois qui dit : « Liège, tu dois Notger au Christ et le reste à Notger ». Cette citation « Notgerum Christo, Notgero cetera debes » est due à un poète contemporain de Notger qui, s'adressant à la ville, glorifie l'œuvre de bâtisseur du premier prince-évêque.